# アギネス・ディーン
アギネス・ディーン（Agyness Deyn、1983年2月16日 - ）は、イギリスのファッションモデル。次世代のスーパーモデルとして認められており、フランス版『ヴォーグ』から“2000年代のトップモデル30名のうちの1人”の認定を受けている。出生名は“ローラ・ホリンズ”（Laura Hollins）。“アギー”(Aggy)の愛称がある。

## 幼少期
グレーター・マンチェスターのオールダムに出生。看護士の娘として生まれた。3人兄弟の2番目。名前は母親が友人の数秘術の専門家に相談し付けたものである 。“ディーン”はモデル業用に付けたものであるが、兄弟姉妹も姓を“ディーン”に変えている。
仕事生活は13歳のラムズボトムのフィッシュ・アンド・チップス店でのアルバイトから始まった。幼少期から自身のスタイルを見つける力を持ち、17歳の時には既にスキンヘッドであった。「13歳のときから短髪してました。そして17歳でスキンヘッド。」と発言している。1999年、16歳のときにロッセンデール・フリー・プレス「フェイス・オブ・99」コンテストで優勝。それからロンドンに引越し、昼はファーストフードレストラン、夜はバーで仕事をしたものの、「べつに毎日働いてたわけじゃないよん」とのこと。

## 来歴

### モデル
まず最初にモデル事務所のセレクト・モデル・マネージメントと契約。
2007年5月に米国版『ヴォーグ』においてドゥツェン・クロース、キャロライン・トレンティーニ、ラケル・ジマーマン、サーシャ・ピヴォヴァロヴァ、ジェシカ・スタム、ココ・ロシャ、ヒラリー・ローダ、シャネル・イマン、リリー・ドナルドソンらと並んで“新たなスーパーモデル”として一押しを受けた。

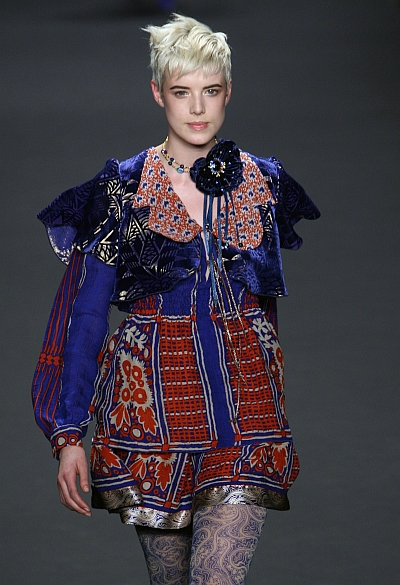
アナスイのショーにて（2008年2月）

イギリス、イタリア版『ヴォーグ』や『サンデー・タイム・スタイル』『ポップ』『グラチナ』『タイム・スタイル & ライフ』ほか多数の国際的な雑誌の表紙を飾っている。
アナスイ、ブルガール・ブルーマリン、バーバリー、キャシャレル、ジャンフランコ・フェレ、マウジー、メゾン・ギルフィー、資生堂、ジョルジオ・アルマーニ、マルベリー、ポール・スミス、リーボック、ヴィヴィアン・ウエストウッドなどのショーや広告に出演。こうした名高いブランド群との契約を保持しつつ、バーバーリーの「ビート」、ジャイルズ・ディーコンの「ゴールド」、ジャン＝ポール・ゴルティエの「マダム」などといった香水や資生堂の「MAQuillAGE」、そして幼馴染のヘンリー・ホランドの「ハウス・オブ・ホランド」の広告などに起用されている。2009年にはユニクロの新しいキャンペーンCMにガブリエル・オーブリーとともに出演。
2008年5月に雑誌『i-D』のゲスト編集者を務めた。誌面は彼女と彼女の周辺に関して書かれた記事とヴィヴィアン・ウエストウッドの様なファッションインサイダーへのインタビュー記事などにより構成される。
2009年6月にモデル業引退を発表。役者としてのキャリアを追求するためにイギリスの俳優エージェントを雇ったとのことであった。
ドイツ出身の写真家・アンナ・バウアーの「21世紀初頭の10年間を飾るファッション界の“顔”」をテーマとした写真集『ANNA BAUER: BACKSTAGE』が発刊に至った2012年には、ケイト・モスやミランダ・カー、ララ・ストーン、ナタリア・ヴォディアノヴァ、ステラ・テナント、リリー・コールなどのモデルらや数多のファッション関係者らとともにこれに登場した。

### 音楽
ファイヴ・オクロック・ヒーローズのシングル『Who』に参加し、ミュージックビデオにも出演している。シングルは『NME』から10点満点中2点という評価を受けた。イギリスで初登場109位だった。
モデル活動を始めてしばらく経った後も「ラッキー・ニットウェア」（現在は解散）というグループの一員であった。

### 演技
2018年配信のNetflixオリジナル映画『タイタン』に出演している。

## ブランド
自身がデザインするブランドが「アイ・アム・バイ・アギネス・ディーン」(I AM by AGYNESS DEYN)。バーニーズ・ニューヨークのエコキャンペーンとコラボレーションし「アイ・アム・バイ・アギネス・ディーン・フォー・バーニーズ・グリーン」(I AM by AGYNESS DEYN for BARNEYS GREEN)というキャンペーンを実施し、バーニーズ ニューヨーク オンラインストアで販売を開始した。モデル業引退後の2015年には、自身のファッションブランド「タイトルA」（Title A）を新たに発起している。

## 事務所
- ロンドン - モデル1
- ニューヨーク - ウーマン・マネジメント
- ミラノ - ホワイ・ノット・モデル・エージェンシー
- パリ - ヴィヴァ・モデル

## 私生活
現在はロンドンプリムローズ・ヒルとニューヨーク市の両方で生活している。
過去にザ・バティトンズのジョシュ・ハバード、ザ・ストロークスのギタリストアルバート・ハモンドJr.、ザ・ラスト・シャドウ・パペッツのマイルズ・ケインと交際していた。
インターネットにおいて自身でツイッターを配信している。2010年の3月にはそのツイッター上で創価学会名誉会長池田大作のいわゆる名言を引用してみせた。
2012年6月に俳優のジョヴァンニ・リビシと結婚、のち2015年1月に離婚。

## 年齢詐称
かねてより年齢を5歳ばかり詐称していた（実際の生年は1983年）。のちの本人の告白によると、13歳でスカウトを受けて18歳時にモデル事務所と契約を結びモデル業を本格始動、という設定にしていたものの、実際はモデル業への初着手の時点で既に18歳に達していたという。米国ニューヨークのモデル事務所と新たに契約を結んだ時点で、当時は18歳ということにしていたものの、実際は23歳であった。この件に関しては、自身の口で公に認めるより以前から噂となっており、かつての同級生らによって“アギネスディーンあんた18じゃないじゃん。”(Agyness Deyn You’re Not 18.)と題したフェイスブックのコミュニティを立ち上げられたことが話題となったこともあった（2007年）。この年齢詐称に着手したのは18歳の時で、モデル業の始動にあたって“いき過ぎていた”(quite old)ことが理由であったとデイリーメイル紙に語っている（2012年）。